# Plan Fénix
El Plan Fénix es un proyecto aprobado en diciembre de 2001 por la Universidad de Buenos Aires cuyo nombre completo es Hacia el Plan Fénix, diagnóstico y propuestas. Una estrategia de reconstrucción de la economía argentina para el crecimiento con equidad que ha dado lugar a la formación de un grupo de estudiosos que se reúne periódicamente y publica documentos de opinión. Adhiere a un enfoque del modelo keynesiano y cepaliano de la economía, en el que el Estado recupera su rol de árbitro regulador y distribuidor del sistema económico en una matriz opuesta al fundamentalismo de mercado.

## Historia

### Creación y primer plan
En octubre de 2001 un grupo de profesionales del área de las Ciencias Económicas integrado por Daniel Azpiazu, Eduardo Basualdo, Luis Beccaria, Víctor Beker, Marta Bekerman, Rubén Berenblum, Manuel Fernández López, Aldo Ferrer, Natalia Fridman, Alfredo T. García, Norberto González, Jorge Katz, Saúl Keifman, Benjamín Hopenhayn, Marcelo Lascano, Hugo Nochteff, Arturo O'Connell, Oscar Oszlak, Mario Rapoport, Alejandro Rofman, Jorge Schvarzer, Héctor Valle y Salvador Treber se reunió a iniciativa de Abraham Leonardo Gak. 
Este grupo elaboró una serie de propuestas para “a través de un amplio consenso social, encauzar a la Argentina en la senda del desarrollo sostenido, de manera que ese avance asegure la creación de empleos de calidad y cantidad suficientes para garantizar la inserción social y la mejora de los ingresos de las grandes mayorías nacionales”. Las medidas propuestas estaban escalonadas a corto, mediano y largo plazo y el grupo siguió realizando reuniones en el ámbito de la Facultad de Ciencias Económicas y emitiendo documentos sobre la materia.

### Plan de 2006
En 2006 lanzaron una segunda versión del plan denominada “Plan Félix 2006-2010”. En esa época algunos pocos de los participantes eran funcionarios en áreas técnicas, muchos estaban entusiasmados con la política económica y otros menos mantenían un apoyo crítico. El plan del 2006 era “una versión actualizada de sus propuestas, esquivando el corto plazo y planteando un proyecto de desarrollo de país, que es mucho más que un modelo del dólar alto y acumulación de reservas”.
En un informe de 2007 denominado Inflación y crecimiento en 2007, el grupo Fénix advirtió que el tema de la inflación merecía inmediata atención y acción del Estado y concluyó diciendo que "la mayor oferta de bienes y servicios es la mejor arma contra la inflación; para ello, no debemos reiterar errores del pasado basados sobre recetas de ajuste que tan perniciosas han sido para la economía argentina y principalmente para la mayor parte de su población".
En 2010 sus integrantes apoyaron la designación de Mercedes Marcó del Pont como presidente del Banco Central de la República Argentina afirmando que “su trayectoria es garantía de buen sentido, patriotismo y compromiso con el desarrollo con equidad; ello contrasta con conducciones anteriores que –a través de la “tablita”, la convertibilidad y otras políticas– subordinaron la gestión monetaria a la especulación financiera, endeudaron al país hasta el límite de la insolvencia y desmantelaron el poder administrador del sector público, del que el Banco Central es un instrumento fundamental”.

### Informe de 2010
En esta actualización se propone un fuerte incremento de los haberes jubilatorios y de la alícuota de los aportes patronales, destinar el equivalente al 0,5 % del producto bruto para proporcionar servicios básicos a las villas de emergencia e implementar un seguro de salud universal que cubra a los trabajadores informales y desocupados. En materia fiscal, aumentar un 50 % el impuesto a la renta y disminuir en la misma proporción la carga sobre el consumo, gravar la renta financiera y aumentar la tributación para personas físicas. Propugna como deseable llegar a 2016, con tasas promedio de 7 % anual de crecimiento en la economía, 12 % de inversión e incremento del 23 % del PBI actual al 28 % en 2016.
Según un balance realizado por Javier Lewkowicz a fines del mismo año, en el plan de 2002 cuando la necesidad estaba en recuperar el crecimiento económico, mejorar los índices de empleo, pobreza e indigencia y comenzar un proceso de estabilización macroeconómica, lo planificado se correspondió en buena medida con la sucesión posterior de los hechos. Las previsiones del plan de 2006 no se cumplieron debido, según sus autores, a hechos como el conflicto con las corporaciones agrarias, la crisis internacional y la sequía que afectó al agro.

### Informe de 2015
En el documento emitido en noviembre de 2015 la Cátedra Plan Fénix expresaba:

”…pese a que las tasas de actividad permanecieron elevadas y estables entre 2002 y 2010, luego comenzaron a descender. Por su parte las tasas de empleo que crecieron fuertemente desde 2002, se estabilizaron a partir de 2008 y luego empezaron a descender, con lo que comenzó a crecer la tasa de inactividad… se observa la persistencia del trabajo precario…creció fuertemente el empleo público sobre todo en las actividades terciarias y de servicios… Si bien durante el período 2003-2011 la economía argentina experimentó una fase de crecimiento acelerado, subsiste la estructura productiva desintegrada que se concretó en los años 1990 y que, visiblemente o de manera latente, tienden a generar desequilibrios internos o externos que comprometen el objetivo de crecimiento con inclusión social… A partir de 2011, tras ocho años de fuerte recuperación, el ritmo de crecimiento de la economía argentina se redujo considerablemente…no se consiguió modificar sustancialmente el perfil histórico de fuerte dependencia tecnológica de la industria argentina, manifestada en un crónico déficit de un número significativo de sectores y empresas… la estructura tributaria sigue siendo regresiva.”

## Voces en el Fénix
Desde 2010 el grupo edita, a razón de 10 números anuales, una revista que aborda desde diversas perspectivas la discusión sobre hechos de actualidad. La misma es en formato digital y puede tratar temas que van desde la reforma fiscal a los diversos mecanismos de control social que existen en la sociedad.